# Lieselot Ooms
Lieselot Ooms (Turnhout, 25 juli 1984) is een voormalige Vlaamse radiopresentatrice bij de VRT-radiozender MNM.
Ze volgde in deeltijds kunstonderwijs les aan het Lemmens Instituut te Leuven. Ze studeerde in 2006 af in Woordkunst aan het Herman Teirlinck Instituut en was daar een jaargenote van Linde Merckpoel. Tijdens haar studies woonde ze samen met Sofie Lemaire en Linde Merckpoel.
Van 2006 tot 2008 was Ooms docent in deeltijds kunstonderwijs aan de academie van Mol. Ze werkte mee aan enkele projecten van vzw Les Liseuses Fabuleuses, een voorleesclub en stemmenbureau die in en rond Antwerpen werkt rond woord en taal op evenementen en in bibliotheken.
Na haar carrière in de media (zie onder) ging ze in 2014 aan de slag bij het Instituut voor Tropische Geneeskunde als sociaal verpleegkundige. Ze werkt ook bij de Karel de Grote Hogeschool. Dat laatste ging ze later combineren met een functie als verpleegkundige bij het Antwerpse Zorgcentrum na Seksueel Geweld.

## MNM
Ooms begon haar carrière bij MNM als sidekick van Peter Van de Veire in De Grote Peter Van de Veire Ochtendshow. Ze was in die hoedanigheid samen met Peter Van de Veire en Gunther Tiré betrokken bij de allereerste uitzending van MNM op 5 januari 2009. Op televisie figureerde ze in 2009 in een aflevering van Witse als Nele Moerman.
Vanaf 9 januari 2010 was ze in het weekend op MNM te horen als presentatrice van het programma Liekes voor Miekes. Vanaf maart dat jaar was ze niet meer te horen als vaste presentatrice op MNM. Ze was nog even te horen als sidekick, maar ook dat stopte.